# Bodart & Gonay
 (janvier 2024).
Bodart & Gonay est une marque belge de poêles à bois et d'inserts appartenant à la société Jidé, basée à Herve, dans la province de Liège.
Créée à Stavelot en mars 1957 par Jacky Bodart et Jean Gonay comme atelier de tôlerie, la société Bodart & Gonay s'installe à Theux au début des années 1960.
En 1985, la société est reprise par Alain Nagelmackers. En raison de sa croissance, elle déménage à Harzé, développe son département Recherche et développement et obtient différents brevets.
En 2016, elle connaît des difficultés financières et est reprise par le Theutois Jean-Paul Rosette sous l'entité BG Fire,.
En 2019, la société est déclarée en faillite à la suite du départ de Jean-Paul Rosette. La marque et les brevets sont alors repris par le fabricant de poêles hervien Jidé,.